# Furaribi

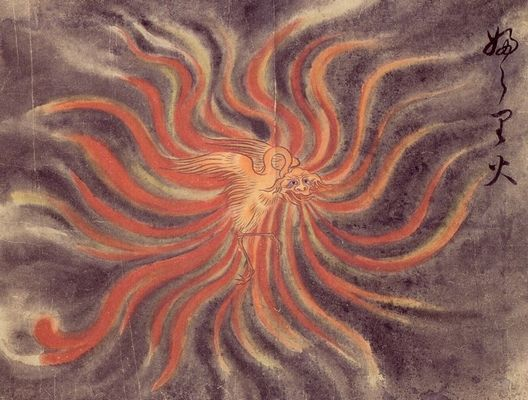
Furaribi (ふらり火) del Hyakkai Zukan de Sawaki Suushi

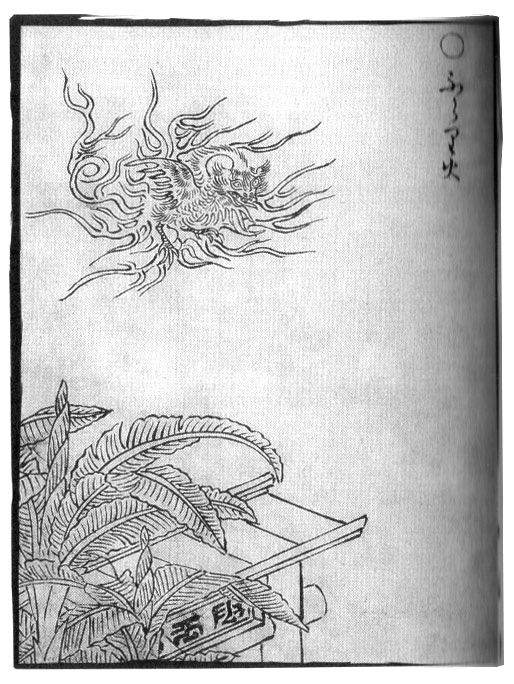
Furaribi (ふらり火) del Gazu Hyakki Yagyō de Sekien Toriyama

El furaribi (ふらり火?) es un yōkai de fuego que aparece en los dibujos japoneses clásicos, como en el Gazu Hyakki Yagyō de Sekien Toriyama, el Hyakkai Zukan de Sawaki Suushi, y el Bakemonozukushi de un autor desconocido.

## Concepto
En el Hyakkai Zukan y el Bakemonozukushi, entre otros,  son descritos como pájaros con cara de perro envueltos de fuego. En el de Gazu Hyakki Yagyō también es un pájaro envuelto en fuego, pero la cara de este recuerda al Garuda de la mitología hindú.
Debido a la carencia de texto explicativo,  no está claro a qué tipo de yōkai estaban describiendo los anteriores, pero hay una teoría que dice que estos son las encarnaciones de fuego resultantes de los caídos a los que no se les rindió homenaje y que por ello erran el mundo del presente como espíritus, y que conforme pasa el tiempo cambian de apariencia a un furaribi. También se dice que son los yokai que representan a los fuegos fatuo.

## Cuentos similares
Similar al furaribi, en Isobezutsumi, la cuenca de río del Jinzū en la ciudad de Isobe, Toyama, Prefectura de Toyama,  hay la leyenda del "buraribi", que apareció en los inicios de la era Meiji.
Esto sucede en la era de Tenshō. Sassa Narimasa, señor del Castillo Toyama, tuvo una amante llamada Sayuri. Sayuri era muy bella y era muy querida por Narimasa, creando así una relación distante entre ella y las okujochū (las mujeres del palacio). Un día, una de las okujochū hizo creer a Narimasa que Sayuri tenía ciertos tratos ilícitos con uno de sus pajes, y este, quien se lo tomó serosamente, mató a Sayuri debido a un tremendo amor-odio, colgándola de un árbol en Isobezutsumi y descuartizándola en frente de todos. La familia entera de quince o dieciocho de Sayuri también fue ejecutada por ello.
Se dice que después de aquello, cada noche en esta tierra aparececían luces fantasmales flotantes que llamaban "buraribi" o "sayuribi", y si uno llama a uno de estos fuegos "Sayuri, Sayuri" la cabeza cortada de una mujer con el pelo despeinado aparecerá con un rostro rencoroso.